# 泛亚汽车技术中心
泛亚汽车技术中心（Pan-Asia Technical Automotive Center）简称泛亚或PATAC，位于上海浦东新区，成立于1997年6月，是中国第一家专业汽车技术与设计中心，由通用汽车公司和上海汽车工业(集团)总公司共同投资组建。主要负责上海通用汽车有限公司所有车型的工程开发、通用中国的相关工程任务和上汽集团的部分自主开发工作。